# Boulonnais (cavallo)
Il Boulonnais è un cavallo da tiro, soprannominato "cavallo purosangue line" o "colosso di marmo bianco". Originario della regione di Boulogne-sur-Mer, nel nord della Francia. È di tipo brachimorfo ed esistono due varianti di cavallo: una forte per lavorare nei campi, l'altro più leggero e molto più veloce chiamato Mareyeu, perché veniva utilizzato dai pescatori, per trasportare il pescato fresco dalla costa al centro di Parigi.
È un cavallo rustico che può abituarsi molto facilmente a vivere allo stato brado.
L'altezza varia tra i 155 - 170 cm. Il mantello è generalmente grigio, ma può essere anche morello, roano, baio e sauro.
L'incrocio tra questa razza e il cavallo arabo genera la razza Arabo-Boulonnais.

## Storia

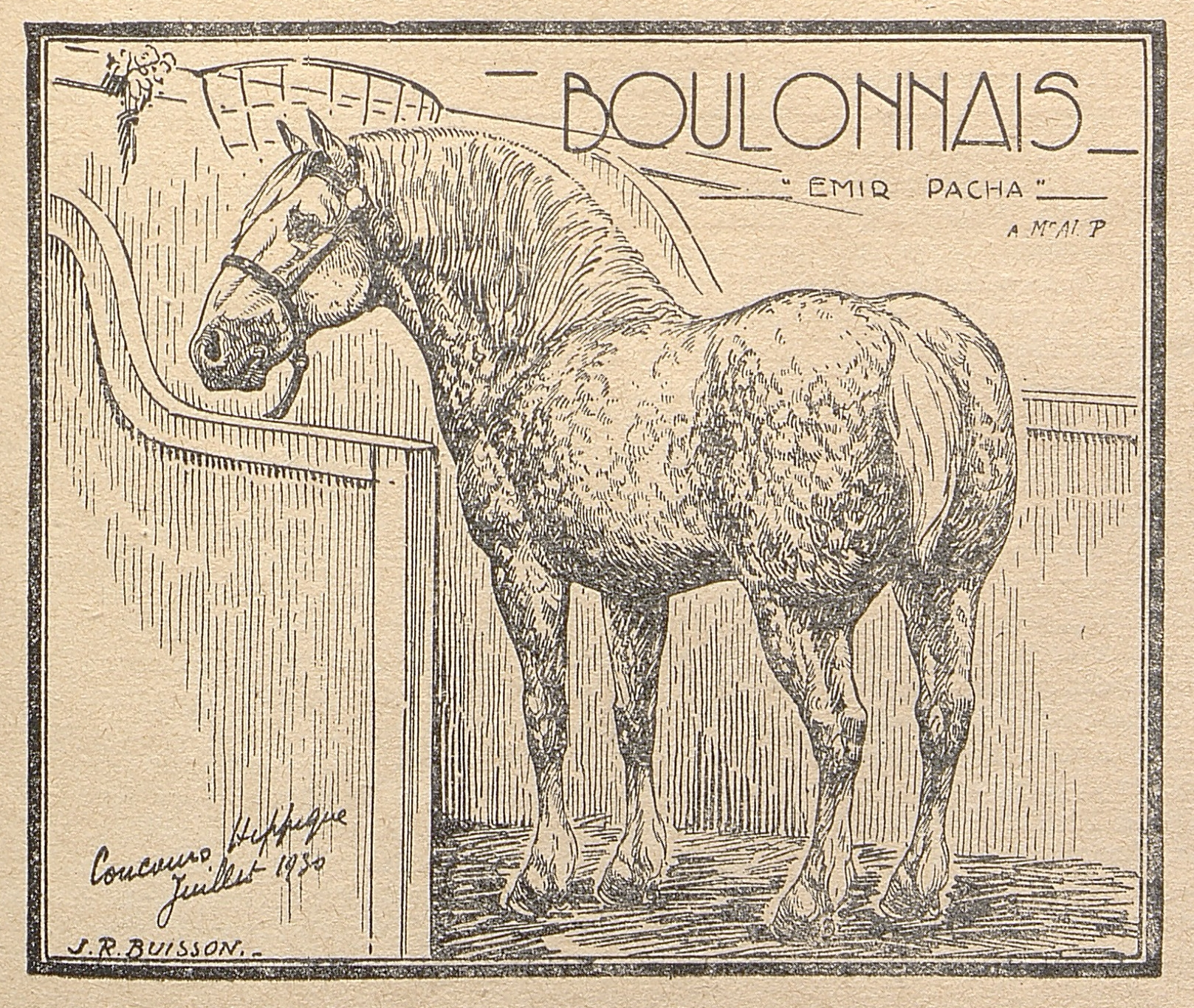
Antica presentazione del Boulonnais

L'origine del Boulonnais è orientale, arriva dalla zona attorno a Boulogne, nel nord-ovest della Francia. Secondo alcuni deriverebbe da cavalli numidi introdotti in Francia dai romani. Questi cavalli nel XIV secolo, che già avevano sangue orientale, più tardi furono incrociati con l'Arabo, l'Andaluso e il Mecklemburg per renderli più forti e robusti così da poterli utilizzare in guerra. Secondo altre fonti invece questa razza discenderebbe da cavalli unni abbandonati da Attila. Portato in Gran Bretagna nel 1066 da Guglielmo il Conquistatore, avrebbe contribuito alla creazione dell'antico Norfolk. In seguito durante l'occupazione spagnola delle Fiandre, questa razza ricevette l'apporto di sangue spagnolo, ma passarono altri mille anni prima che la razza prendesse il nome attuale. Le due guerre mondiali, che videro protagoniste la Francia, ebbero un forte impatto su questa razza: infatti essi venivano utilizzati come mezzi di trasporto e per i lavori agricoli. Vennero inoltre selezionate due tipologie di Boulonnais: una forte per il lavoro nei campi e l'altra più leggera e veloce, chiamata Mareyeur (che significa venditore di pesci).

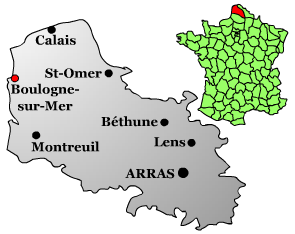
Mappa di Boulogne sur-mer

Viene usata dai pescatori di gamberetti nella zona delle Fiandre del Belgio. I pescatori lo cavalcavano facendolo entrare in acqua e lo guidavano fino ad un luogo adatto alla pesca, qui gli facevano tirare lunghe reti che poi sarebbero state svuotate in appositi secchi senza nemmeno scendere da cavallo. Inoltre veniva utilizzato per trainare enormi carri da Boulogne, Calais o Dunkerque fino a Parigi, procedendo il più velocemente possibile perché la merce potesse arrivare ancora fresca sulle tavole dei consumatori della capitale. Il Boulonnais è infatti in grado di percorrere più di 200 km senza lunghe soste. I soggetti puri presentano, sul lato sinistro del collo, una marchiatura a fuoco a forma d'ancora, posizionata a 15 cm dall'orecchio ed il più possibile vicino alla criniera. Nel 1886 viene aperto lo Stud-book del cavallo di razza Boulonnais e nel 1902 viene istituito il Boulonnais Hippique Syndicate.
Dal 2003 il Boulonnais hippique Syndicate è stato riconosciuto come associazione della razza. Nel 1902 c'erano più di 600.000 capi della razza Boulonnais; la modernizzazione dei trasporti alla fine della prima guerra mondiale comportò una drastica diminuzione di soggetti puri. Nel 1930 sono presenti 51 stalloni Boulonnais presso l'Haras de Compiègne e dal 1975 a causa della drastica diminuzione furono messi in atto i piani per salvaguardare la razza con l'istituzione della "Route de poisson" (un evento sportivo e popolare della squadra equestre). Tuttavia il numero di cavalli Boulonnais continua a diminuire aumentando i rischi di consanguineità.

## Morfologia

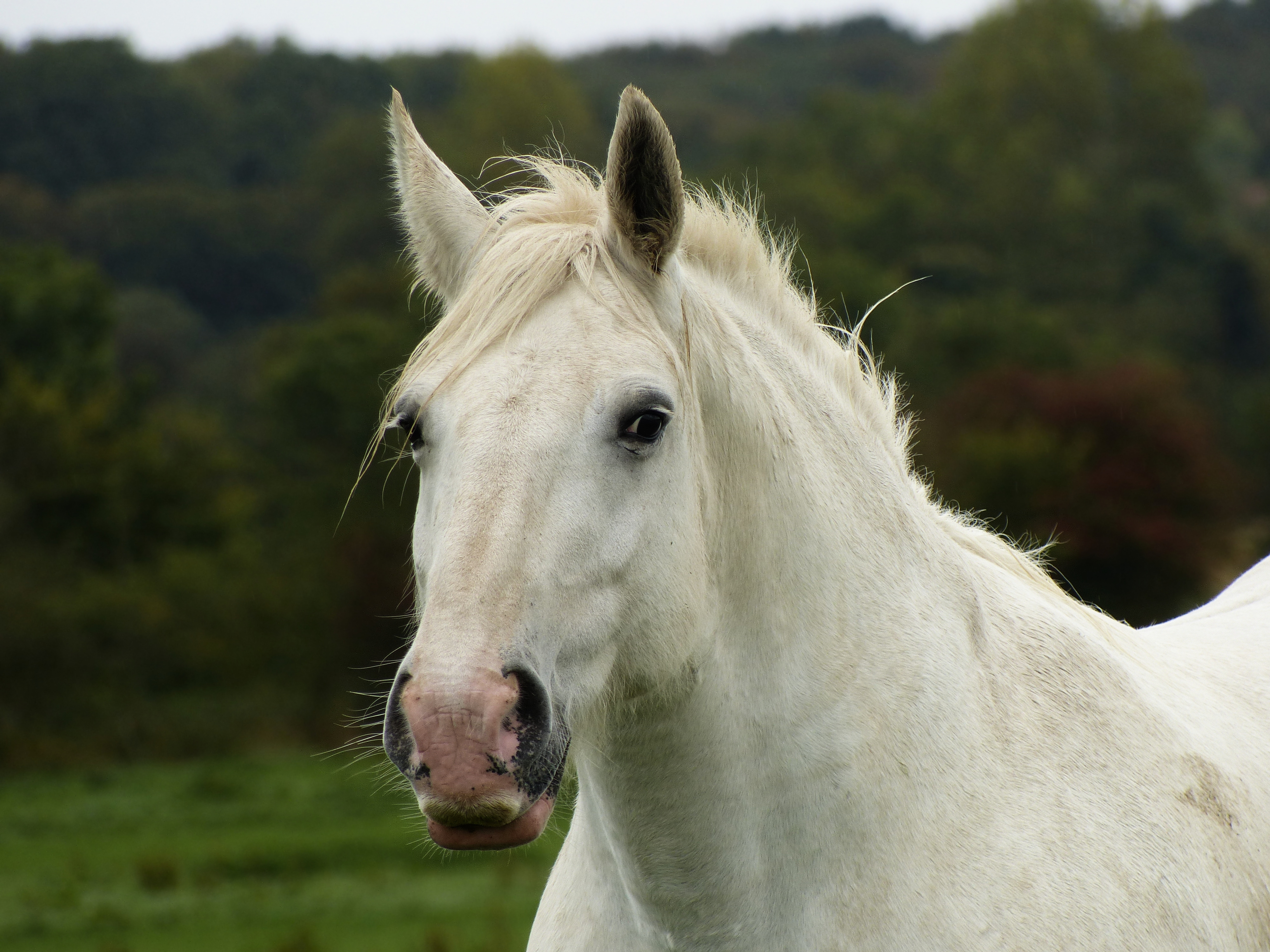
Boulonnais in primo piano.

Il cavallo Buolonnais si distingue in 2 tipologie:
- Grande Boulonnais: potente e utilizzato per il lavoro dei campi
- Piccolo Boulonnais: usato per il trasporto delle carrozze

La sua altezza varia da 155-170 cm il suo peso dai 6-9 quintali in base alla tipologia ed età. 
Il mantello originariamente era scuro ma grazie alla selezione si è portato ad avere un mantello grigio-bianco, generalmente pomellato per renderlo più visibile di notte. La criniera è folta e bianca.
La sua fisionomia si contraddistingue dalle altre razze equine.

### Standard morfologico

#### Testa
La testa del Boulonnais è piccola, quadrata, corta ed è portata in modo eretto che lo differenzia dalle altre razze da tiro. Presenta un profilo lineare e un naso arcuato con narici ben aperte ed una piccola bocca. Occhi vivaci e grandi, con orbite pronunciate; orecchie piccole, appuntite mobili e rivolte in avanti. La fronte ampia e piatta. La mascella è forte, arrotondata e ben sollevata.

#### Tronco
Il collo è largo e spesso, muscoloso, arcuato e più lungo rispetto a quello delle altre razze da tiro e al trotto si presenta ben orientato e con spalla inclinata. La criniera è solitamente doppia folta e di varia lunghezza; la spalla è estesa e muscolosa, obliqua e inclinata; il torace è largo e ben aperto con costole distanziate ed arrotondate il laccio è poco visibile. Il garrese è largo e poco pronunciato, la linea dorso-lombare corta e dritta.
La groppa è ampia, muscolosa e allungata, spesso doppia. La schiena è dritta con fianchi corti e ben arrotondati; la coda è folta con attacco alto.

#### Arti
Sono corti rispetto al corpo del cavallo ma forti e massicci. Braccia e avambracci sono muscolosi; le ginocchia ben delineate e asciutte; i piedi e la corona sono larghi; le cosce sono allungate e muscolose; i garretti allargati ben distesi. I tendini sono grossi e robusti; i pastorali corti e poco inclinati. Le zampe hanno folti ciuffi di pelo nella parte sovrastante allo zoccolo.

## Carattere
Il Boulonnais si contraddistingue per la sua calma, generosità, gentilezza, resistenza ed energia è quindi un animale versatile. È utilizzato sia da inesperti per le passeggiate e dai professionisti per sport ippici. Una cosa rara per un cavallo da tiro è la sua calma e dolcezza nei movimenti. Data la sua rusticità, non ha notevoli problemi per vivere allo stato brado durante tutto il periodo dell'anno.

## Utilizzazioni

### Usi storici

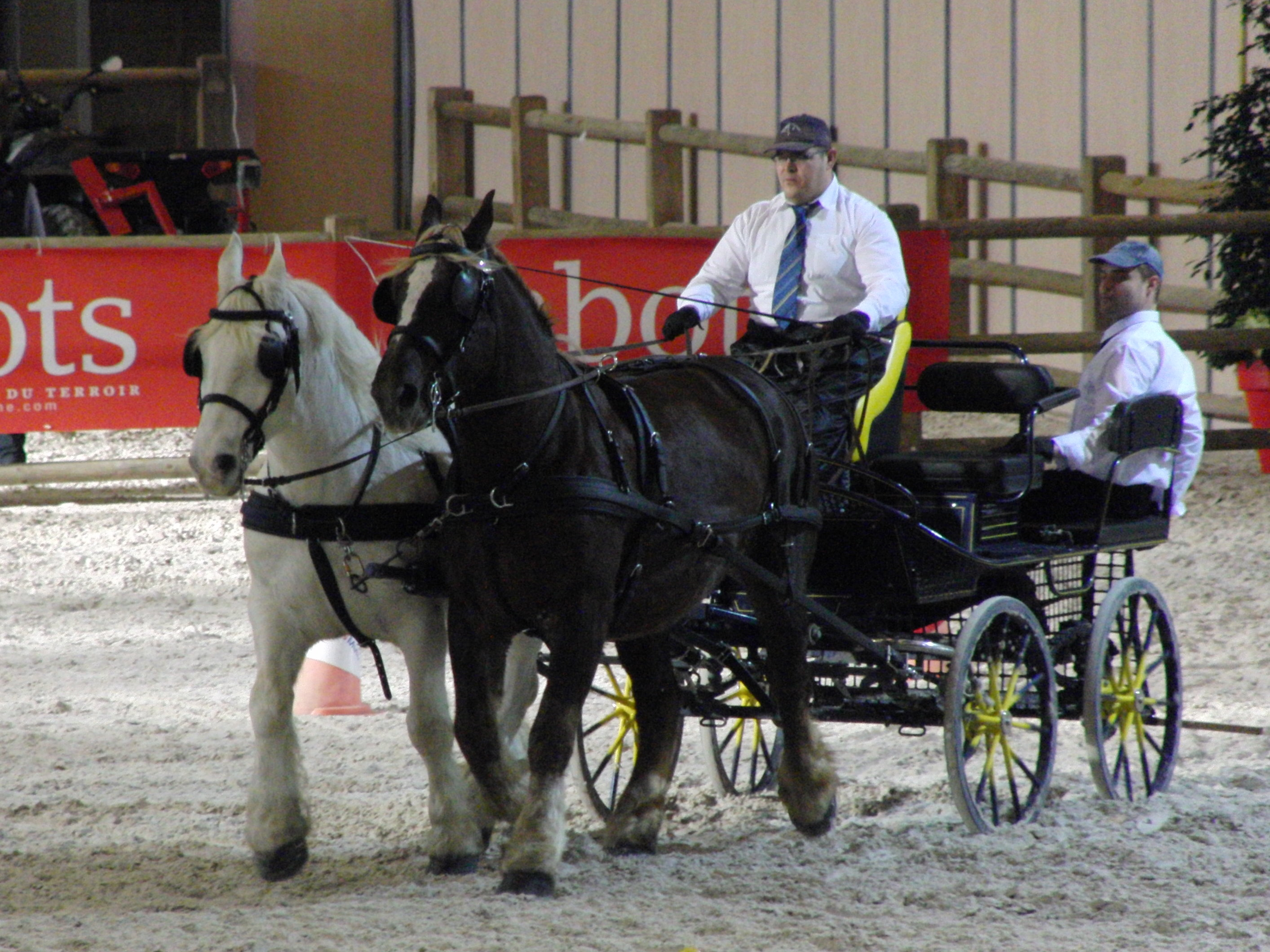
Paris Cup Traction

Di tutte le razze da tiro francesi, il Boulonnais è considerato il più massiccio. In passato a partire dall'età di diciotto mesi veniva utilizzato per lavori agricoli e non è mai stato utilizzato come animale da monta.

### Usi correnti
Il Boulonnais viene definito come un cavallo attivo con andature brillanti, prestigioso e con un'eccellente utilità. È molto apprezzato per la sua eleganza e ha molto successo nelle gare a squadre. Esso si distingue per l'andatura e il suo fare lusinghiero.
Una gara di endurance di 24 ore viene organizzata ogni due anni a fine settembre chiamata "la rotta del pesce", da Boulogne sur-Mer a Parigi. Questa gara stata vinta nel 1991, 2001 e 2003 proprio da soggetti di razza Boulonnais.
È un ottimo cavallo da tiro grazie all'ampio petto, per questo motivo viene largamente utilizzato per il traino di carrozze e turismo equestre.
Tuttavia il destino finale del cavallo Boulonnais, in particolare dei soggetti maschi, è la produzione di carne. Nel 1990 il 98% dei puledri maschi venne venduto ai macelli e il 2% venne trattenuto fino all'età di due anni per le competizioni regionali o per diventare stalloni riproduttori. 
Le femmine invece venivano usate come fattrici, da competizione e una piccola percentuale era destinata al macello. 
nel 2010, il 60% del numero totale di cavalli Boulonnais era destinato alla macellazione e di questi l'80% veniva esportato, soprattutto in Italia, per l'ingrasso prima della macellazione. Questo settore però oggi giorno è in crisi a causa del calo dei prezzi, delle controversie e delle importazioni di carne a basso costo. Philippe Blondel, ex addestratore di stalloni e presidente del Boulonnais Hippique syndicate, ha creato nel 1994 un'etichetta "puledri del nord" , al fine di migliorare la carne di questo cavallo e combattere le importazioni senza tracciabilità, con un'impronta ecologica significativa. Al seguito della crisi da mucca pazza, il consumo di carne equina è ulteriormente diminuito. La maggior parte degli allevatori ritiene che, mantenere la produzione di carne sia essenziale per la sopravvivenza della razza.

## Allevamento

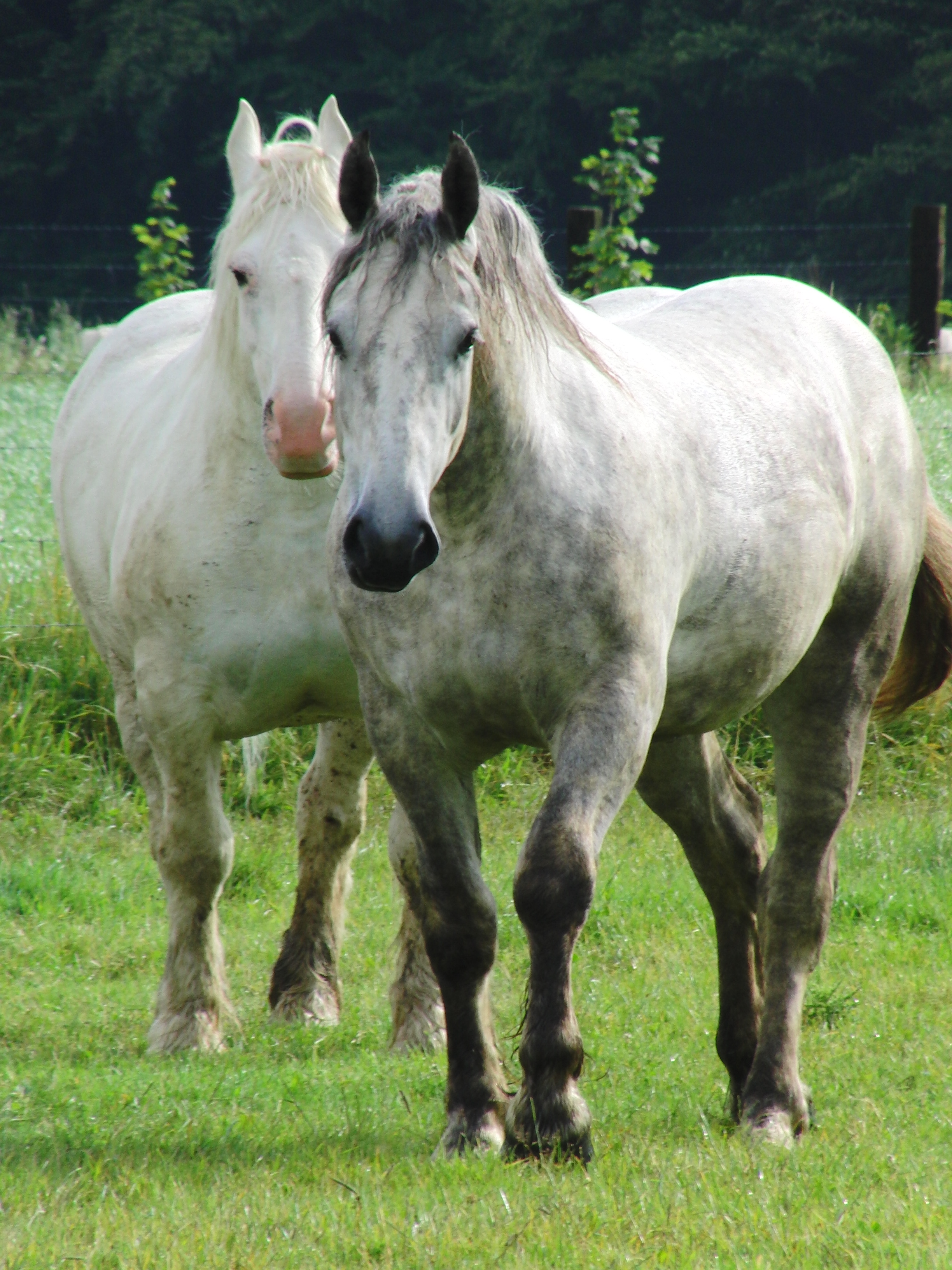
Boulonnais al pascolo

Gli allevatori dei cavalli di razza Boulonnais gestiscono questi animali per avere un gran numero di puledri da vendere all'età di 6-8 mesi. Negli allevamenti da riproduzione vengono venduti i puledri maschi alle fiere (gli acquirenti sono solitamente normanni). Annualmente vengono venduti da 1200 a 1300 capi, le femmine vengono tenute per essere rifecondate al fine di mantenere la razza. Le cavalle fattrici vengono fecondate nel periodo invernale con una gestazione dagli 11 ai 12 mesi, questo è fondamentale per far tornare l’animale a lavorare nei campi nei mesi primaverili. Le fattrici svolgono il lavoro nei terreni fino all'ultimo mese prima del parto per poi stare a riposo per 4 mesi, periodo che coincide con lo svezzamento del puledro. 
L’allevamento è tipico del nord-ovest della Francia, più precisamente nel distretto di Boulogne-sur-Mer, Pas-de-Calais, Nord, Somme, Seine-Maritime e Oise; sono territori caratterizzati da grandi pascoli di graminacee e leguminose di alta qualità in grado di sostenere l’alimentazione di questi animali.

### Dati sire al 26 febbraio 2019
Numero di Boulonnais registrati per anno di nascita:
- 167 immatricolazioni registrate nel 2017
- 306 cavalle Boulonnese coperte nel 2018.
- 279 fattrici accoppiate per produrre Boulonnais nel 2018.
- 36 stalloni Boulonnais in attività nel 2018.[15]

## Incroci ed esportazioni
Dagli ultimi due secoli il numero dei capi di razza Boulonnais si è ridotto notevolmente con le innovazioni delle reti di trasporto come le ferrovie e nel campo agricolo con il trattore.
Dalla sua notevole mole essendo razza da tiro si è pensato di incrociarlo con razza purosangue Arabo per creare cavalli da monta con maggiore vivacità e rilanciare la razza Boulonnais. Nel 2010 è stato aperto un libro genealogico per registrare questo nuovo incrocio chiamato Arabo-Boulonnais. Queste tipologie di incrocio poco efficaci vennero subito abbandonate dagli allevatori perché si persero le caratteristiche del cavallo da tiro.
Il cavallo Boulonnais è stato esportato alla fine del diciannovesimo secolo negli Stati Uniti, dove si è mescolato con razze autoctone e venne chiamato "cavallo di battaglia francese" (cavallo da tiro francese). La razza Boulonnais nel 1876 è stata riconosciuta come "normanna" perché simile alla razza Percheron.

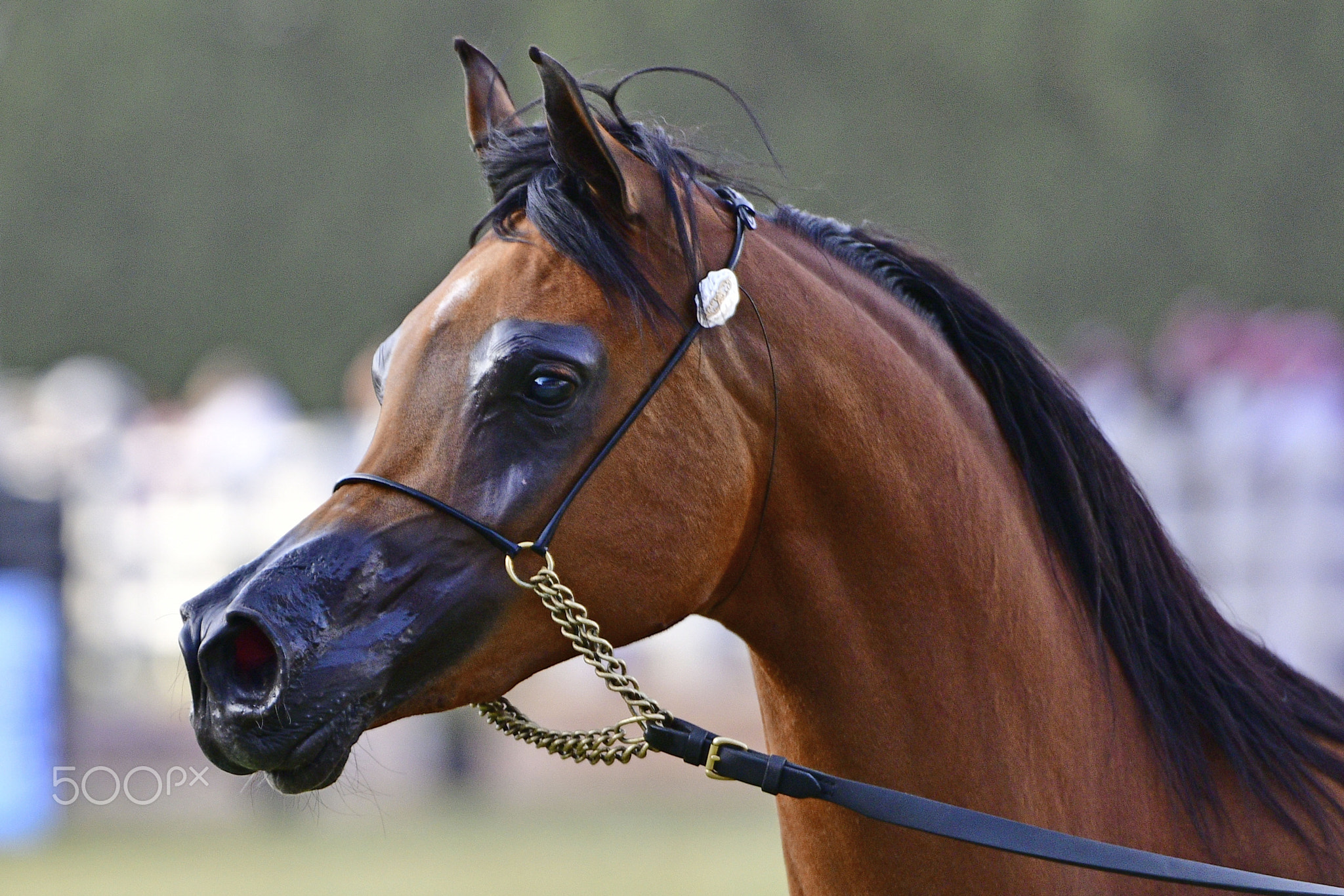
Cavallo Arabo

### Arabo-Boulonnais
L'Arabo-Boulonnais è un cavallo proveniente da un incrocio industriale tra due razze: l'Arabo e il Boulonnais. Questa razza ha una linea leggera, più o meno pesante a seconda dell'influenza delle due razze madri. Tuttavia questo incrocio è caratterizzato da una buona struttura, schiena solida e groppa arrotondata, il mantello è essenzialmente grigio come le due razze madri, esistono comunque alcuni soggetti con il mantello sauro e baio.

## Selezione e valorizzazione
Per valorizzare la razza Boulonnais è stato istituito un sindacato nazionale per la sua tutela, con il supporto dell'area naturale regionale in collaborazione con l'Istituto francese per cavalli da equitazione. L'obbiettivo principale di queste associazioni è quello di ridurre la consanguineità tra gli animali che potrebbe far estinguere la razza dato il numero ridotto di capi.
Per contrastare l'estinzione è stato attuato un piano di gestione genetica con il controllo dei parentali in modo tale da far rinnovare le linee genetiche. È concessa l'inseminazione artificiale e il trasferimento di embrioni ma non la clonazione.
I cavalli registrati al libro genealogico di questa associazione vengono marchiati da un ferro caldo con il simbolo di un'ancora marina sul lato sinistro del collo.